# Le Bazar de la Charité
Le Bazar de la Charité é uma minissérie histórica francesa em oito episódios de 52 minutos, criada por Catherine Ramberg, dirigida por Alexandre Laurent. É inspirado em um fato real: o incêndio do Bazar de la Charité ocorrido em 1897 em Paris. Também é transmitido em 14 de novembro de 2019 na Bélgica em RTBF e em 18 de novembro de 2019 na França em TF1. Também é transmitido mundialmente pela Netflix, desde 26 de dezembro de 2019.
A trilha sonora original do Bazar de la Charité é composta por François Liétout.

## Sinopse
Paris, 4 de maio de 1897. Um terrível incêndio devasta em poucos minutos o Bazar da Caridade, um evento de caridade de grande prestígio que reunia toda aristocracia da época. A tragédia mata mais de 120 pessoas, em sua maioria mulheres. Nesta ocasião, o destino de três delas foi virado de cabeça para baixo: Adrienne de Lenverpré (Audrey Fleurot), Alice de Jeansin (Camille Lou) e Rose Rivière (Julie de Bona) nunca mais serão as mesmas. Entre roubo de identidade, amor proibido, mudança de vida, emancipação, rumores de que os homens fugiram covardemente, deixando as mulheres entregues ao fogo e até mesmo chegando a bater nelas com bengalas para sair, esta minissérie mergulha na trajetória ficcional de suas três heroínas.

## Elenco

### Atores principais
- Audrey Fleurot : Adrienne de Lenverpré[1]
- Julie de Bona : Rose Rivière[1]
- Camille Lou : Alice de Jeansin [1]
- Gilbert Melki : Marc-Antoine de Lenverpré[1]
- Josiane Balasko : Madame Huchon[1]
- Florence Pernel : Mathilde de Jeansin[1]
- Antoine Duléry : Auguste de Jeansin[1]
- Théo Fernandez : Julien de la Ferté[1]
- Victor Meutelet : Victor Minville[1]
- François-David Cardonnel : Hugues Chaville[1]
- Stéphane Guillon : Célestin Hennion[1]
- Aurélien Wiik : Jean Rivière[1]
- Gilles Cohen : o prefeito Leblanc[1]
- Sylvain Dieuaide : Pierre-Henri de la Trémoille[6]

### Atores recorrentes
- Nicky Marbot : Félicien Janvier[7]
- Laurent Claret : o mordomo dos Huchon[7]
- Guillaume Briat : Bouchard[7]
- Rose de Kervenoaël : Camille de Lenverpré[1]
- Sacha Pinault : Léo[1]
- Adrien Guionnet : Thomas de la Trémoille[1]
- Christine Paolini : a governanta dos Lenverpré[1]
- Julien Drion : Octave Janvier[1]
- Adèle Galloy : Odette de la Trémoille[1]
- Swan de Marsan : Médico da Alice[1]
- Michel Vivier : o cozinheiro dos Vaudier[1]
- Lisa Livane : Predefinição:Mme la Ferrière[1]
- José Fumanal : o mordomo de Jeansin Alfred[1]
- Flora Thomas : a empregada dos Duplessis[1]
- Ivan Heidsieck : o funcionário do cinema[1]
- Marc de Panda : Henri, o agente do serviço de inteligência[1]